# Kopflos durch die Nacht
Kopflos durch die Nacht (Originaltitel: It Takes Two) ist eine US-amerikanische Filmkomödie aus dem Jahr 1988. In Deutschland wurde der Film erst 1990 direkt auf VHS veröffentlicht.

## Handlung
Der junge Travis steht kurz davor, seine Freundin Stephi zu heiraten. Als leidenschaftlicher Autofan möchte sich Travis zudem ein Replikat seines Traumautos, ein Lamborghini Countach kaufen. So macht sich der junge Mann kurz vor der Hochzeit auf den Weg nach Dallas um sich diesen Traum zu erfüllen. Letztendlich wird er von der Autoverkäuferin Jonni und ihrem Arbeitgeber über den Tisch gezogen. Nachdem Travis sein Geld verloren und zeitgleich einen Seitensprung mit Jonni eingegangen ist, sieht er seine bevorstehende Hochzeit bereits als gescheitert an.
Jonni hat jedoch Mitgefühl mit dem jungen Mann. So heckt sie gemeinsam mit ihrem Bekannten George einen Plan gegen ihren Chef aus. Zu dritt gelingt es ihnen, Travis’ Auto zu besorgen. Mit seinem neuen Gefährt schafft es Travis, pünktlich zu seiner Hochzeit wieder zuhause anzukommen.

## Rezeption
Der Filmdienst ordnete den Film als „leidlich unterhaltsame Komödie“ ein. Man kritisierte insbesondere die „üblichen Rollenklischees von der Frau als laszivem Flittchen oder als Heimchen am Herd“.

## Besetzung und Synchronisation
Die deutsche Synchronisation fand 1990 durch die Video + Sound Studios in Berlin statt. Das Dialogbuch schrieb Sabine Buschmann während Clemens Frohmann die Regie übernahm.
| Rolle            | Darsteller      | Synchronsprecher |
| ---------------- | --------------- | ---------------- |
| Travis Rogers    | George Newbern  |                  |
| Jonni Tigersmith | Kimberly Foster | Sabine Jaeger    |
| Stephi Lawrence  | Leslie Hope     | Julia Biedermann |
| Wheel            | Anthony Geary   | Andreas Hosang   |
| George Lawrence  | Barry Corbin    |                  |